# Синиша Жарковић
Синиша Жарковић (рођен 9. маја 1993. године у Београду) је српски одбојкаш. Играо је за OK Партизан, на позицији примача сервиса. Висок је 191 цм. Иако је млад, један је од бољих примача, поред Марка Николића и Николе Мијаиловића. Углавном у игру улази да стабилизује пријем . У неким ситуацијама тренер ОK Партизана, Милан Ђуричић, стављао га је и на позицију либера. Синиша такође игра и за кадетску одбојкашку репрезентацију Србије, као и његов саиграч Алекса Брђовић. Он је син одбојкашког тренера Милана Жарковића. Са Партизаном је освојио титулу шампиона Србије у сезони 2010/11. У лето 2012. године Жарковић је отишао у САД на школовање где данас похађа Универзитет Хаваји за који наступа у одбојкашкој екипи.

## Клупски успеси
- Партизан
  - Првенство Србије (1) : 2010/11.